# 난코구치역
난코구치역(일본어: 南港口駅, なんこうぐちえき)은 일본 오사카부 오사카시 스미노에구에 있는 오사카 메트로 난코 포트타운선의 철도역이다. 역 번호는 P16이다.

## 역 구조
섬식 승강장 1면 2선의 고가역이다. 2층에 개찰구와 대합실, 3층에 승강장이 있다. 개찰구는 스미노에코엔 방향으로 1개소만 있다.
당역은 난코 운수 사무소의 소속으로 스미노에코엔 역의 피관리역이다.

### 승강장
| 승강장 | 노선             | 행선                        |
| ------ | ---------------- | --------------------------- |
| 1      | 난코 포트타운 선 | 스미노에코엔 방면           |
| 2      | 난코 포트타운 선 | 나카후토・코스모스퀘어 방면 |

## 역 주변
- 공단 난코마에 단지
- 간사이 목재 시장
- 스미노에 히라바야시미나미 우체국
- 오사카 부립 고난 조형 고등학교

## 역사
- 1981년 3월 16일: 오사카 시 교통국 난코 포트타운 선 스미노에코엔 ~ 나카후토 역간 개통과 동시에 영업 개시.

## 인접역
| ■ 오사카 메트로 난코 포트타운선  | ■ 오사카 메트로 난코 포트타운선 | ■ 오사카 메트로 난코 포트타운선  |
| -------------------------------- | ------------------------------- | -------------------------------- |
| P15 난코히가시 코스모스퀘어 방면 |                                 | 히라바야시 P17 스미노에코엔 방면 |